# منجونغ ملك جوسون
الملك مونجونغ هو الملك الخامس لمملكة جوسون (ولد في 1414 ومات في 1452) ، (حكم من عام 1550 إلى 1552) .

## الحياة
ابن الملك العظيم سيجونغ الأكبر، ووالد الملك دانجونغ ، خلف والده في عام 1450 .
معظم إنجازات الملك مونجونغ كانت في حياته كأمير . على الرغم من أن الممطار ينسب في العادة إلى جانغ يونغ-سيل ، إلا أن حوليات مملكة جوسون تنسب الاكتشاف لولي العهد ومعرفته بإجراءات قياس منسوب المياه . أيضاً من المعروف أن الملك مونجونغ هو الذي تولى إدارة شؤون الأسرة في آخر عهد والده الراحل الملك العظيم سيجونغ عندما ظهرت الاضطرابات والأمراض .

## الأسرة
- الأب : الملك العظيم سيجونغ .
- الأم : الملكة سوهيون من عشيرة تشيونغسونغ شيم . (소헌왕후 심씨) ، (ولدت في 28 سبتمبر 1395 , ماتت في 24 مارس 1446) .
- الزوجات والأبناء :

1. المحظية الملكية النبيلة هوي[1] من عشيرة أندونغ كيم (휘빈 김씨) ، (ولدت في 1410 وانفصلت عنه في 1429)[2][3]، (بلا أبناء) .
2. المحظية الملكية النبيلة سون من عشيرة ها-إيوم بونغ (순빈 봉씨) ، (ولدت في 1414 وانفصلت عنه في 1436)[4][5]، (بلا أبناء) .
3. الملكة هيونديوك من عشيرة أندونغ كِوُون (현덕왕후 권씨) ، (ولدت في 1418 وماتت في 1441) [6][7][8]، أنجبت :
  1. يي هونغ-وي[9] ، ولي العهد (이홍위 왕세자) .
  2. أميرة غير مسماة.[10]
  3. الأميرة جيونغهاي (경혜공주) ، (ولدت في 1436 وماتت في 30 ديسمبر 1473).[11]
4. المحظية الملكية النبيلة سوك من عشيرة ناميانغ هونغ (숙빈 홍씨) :
  1. أميرة غير مسماة .
5. يانغ سا-تشيك (사칙 양씨) :
  1. الأميرة جيونغسوك (경숙옹주).[12]
  2. أميرة غير مسماة .
6. مون سوك-وي من عشيرة نامبيونغ مون (숙의 문씨) ، (ولدت في 1426 وماتت في 26 سبتمبر 1508) [13][14]، بلا أبناء .
7. كِوُون يونغ-سو (소용 권씨) ، بلا أبناء .
8. جيونغ سو-يونغ (소용 정씨) :
  1. أمير غير مسمى .
9. يون سو-هوري (소훈 윤씨) ، (بلا أبناء) .
10. يو سيونغ-هوي (승휘 유씨) ، (بلا أبناء) .
11. السيدة جانغ :
  1. أمير غير مسمى .

## اسمه الكامل بعد الوفاة
- الملك مونجونغ جونغسون هيوميونغ إنسوك جوانغمون سيونغهيو عظيم كوريا .
- King Munjong Gongsun Heummyung Insuk Gwangmun Seonghyo the Great of Korea .
- 문종공순흠명인숙광문성효대왕 .
- 文宗恭順欽明仁肅光文聖孝大王 .

## الإشارات
1. ↑  لقبت بهذا اللقب عند وفاتها
2. ↑  ابنة كيم أوه-مون من السيدة لي وحفيدة كيم جو-ديوك وابنة أخ المحظية الملكية النبيلة ميونغ زوجة الملك تايجونغ .
3. ↑  تزوجت في 1427 ثم انفصلت عن الملك في 18 أغسطس 1429 ، انتحرت بعدها .
4. ↑  ابنة بونغ يِيُو التي قتلت نفسها
5. ↑  تزوجت بالملك في 15 أكتوبر 1429 وانفصلت عنه في 26 أكتوبر 1436 (بتحريض من الملك العظيم سيجونغ ، بسبب فضائحها الكثيرة وكذبها بخصوص حملها والتصرف السحاقي مع أحد عاملات القصر حيث تمانت مع إحدى الخادمات في 1435 .
6. ↑  كانت بمرتبة سيونغ-هوي وأصبحت الأميرة الملكية هيونديوك بعد زواجها
7. ↑  خفضت مرتبتها في 26 يونيو 1457 بعد خلع ابنها الملك دانجونغ وأعيدت مرتبتها في 12 مارس 1513 وأعيدت مرة أخرى في 15 يوليو 1699
8. ↑  ابنة كِوُون جيون والسيدة هايجو من عشيرة تشوي
9. ↑  لقب بالأمير الملكي الحفيد والخليفة في عهد جده الملك العظيم سيجونغ ثم ولي العهد في حياة أبيه
10. ↑  أول مولودة للملكة هيونديوك
11. ↑  تزوجت جيونغ جونغ ابن جيونغ تشونغ-جيونغ
12. ↑  تزوجت بكانغ جا-سوك في 16 أبريل 1454 والذي قتل بعد معرفتها بعلاقته بابنة لي جيل-سانغ
13. ↑  ابنة مون مين-جي
14. ↑  تزوجت بالملك في 1442

| سبقه الملك العظيم سيجونغ | حكام كوريا مملكة جوسون 1550 – 1552 | تبعه الملك دانجونغ |